# Dorothée-Sophie de Saxe-Weimar
La duchesse Dorothée Sophie de Saxe-Weimar (19 décembre 1587 – 10 février 1645) est la princesse-abbesse de Quedlinbourg.
Elle est le quatrième enfant et la deuxième fille de Frédéric-Guillaume Ier de Saxe-Weimar, et de sa première épouse, Sophie de Wurtemberg (1563-1590).

## Règne
Le 21 avril 1618, Dorothée Sophie est élue successeur de la princesse-abbesse Dorothée de Saxe. Son élection est approuvée par Matthias Ier de Habsbourg.
Durant son règne, Quedlinbourg, est dévastée par la Guerre de Trente Ans. Contrairement à ses prédécesseurs, la princesse-abbesse Dorothée Sophie est souvent confrontée au protecteur de l'abbaye, Jean-Georges Ier de Saxe.

## La politique religieuse
Dorothée-Sophie interdit au clergé de refuser l'absolution à une personne qui a fait un véritable contrit et la confession. Toutefois, si le même paroissien a répété le péché, ils devaient faire face à des châtiments plus sévères et, enfin, un renvoi devant le consistoire. Elle proscrit que ces paroissiens ne soient pas en mesure de servir de parrains et marraines, ni être enterré selon la tradition ou dans un sol sacré. Ces décisions ont suivi la précédente pratique Catholique. Elle a également pris des mesures pour empêcher le secret des fiancailles, en déclarant que tout engagement doit être vu par trois hommes et annoncé publiquement.